# Selma’s Choice
«Selma’s Choice» (с англ. — «Выбор Сельмы») — тринадцатая серия четвёртого сезона мультсериала «Симпсоны». Его премьера состоялась 21 января 1993 года.

## Сюжет
Увидев по телевизору рекламу нового парка развлечений, открытого фирмой Дафф, Симпсоны решают отправиться туда, не теряя ни минуты, но отправляются читать завещание тёти Глэдис, по которому Сельме завещают ящерицу и Сельма не хочет умереть, как тётя Глэдис, в одиночестве, и пытается найти любовь. Гомер съедает испорченный десятиметровый сэндвич и заболевает. Сельма едет в сады Даффа вместе с Бартом и Лизой. Лиза напивается, а Барт хулиганит. В итоге Сельма решает, что она не готова иметь ребёнка.